# Bijugis apistella
Bijugis apistella är en fjärilsart som beskrevs av Hans Rebel 1917. Bijugis apistella ingår i släktet Bijugis och familjen säckspinnare. Inga underarter finns listade i Catalogue of Life.